# Crameria amabilis
Crameria amabilis är en fjärilsart som beskrevs av Dru Drury 1773. Crameria amabilis ingår i släktet Crameria och familjen nattflyn. Inga underarter finns listade i Catalogue of Life.